# Systur
Systur (isländisch Schwestern) ist ein isländisches Folk-Trio, das aus den drei Schwestern Sigríður, Elísabet und Elín Eyþórsdóttir besteht. Am Schlagzeug werden Systur von deren Bruder Eyþór Eyþórsson begleitet. Sie vertraten Island beim Eurovision Song Contest 2022 in Turin.

## Werdegang
Sigga, Beta und Elín kommen aus einer musikalischen Familie. Ihre Eltern, Sängerin Ellen Kristjánsdóttir und Mezzoforte-Keyboarder Eyþór Gunnarsson – sowie ihr Onkel Kristján Kristjánsson – sind bekannte Musiker in Island. Die drei traten solo auf, aber sie machten sich auch einen Namen als Sísý Ey – einer Band, die sie 2011 zusammen mit dem DJ Oculus gründeten. 2013 veröffentlichte die Band ihre erste Single Ain’t Got Nobody, die Nummer eins der isländischen Charts wurde.
Die drei Schwestern starteten gemeinsam beim isländischen Vorentscheid Söngvakeppnin 2022 mit dem Lied Með hækkandi sól und gewannen am 12. März 2022 das Ticket zum ESC in Turin, wo sie sich am 10. Mai 2022 für das Finale qualifizierten. Im Finale am 14. Mai 2022 erreichten die drei Schwestern den 23. Platz unter 25 Teilnehmern.

## Diskografie

### Singles
- 2017: Bounce from the Bottom (als Tripolia)
- 2022: Með hækkandi sól
- 2022: Dusty Road
- 2022: Goodbye
- 2023: Furðuverur